# 神久呂村
神久呂村（かくろむら）は静岡県の西部、敷知郡・浜名郡に属していた村である。現在の浜松市中央区の一部にあたる。

## 地理
- 河川：新川

## 歴史

### 村名の由来
旧村名の神ヶ谷、大久保、志都呂からの合成地名。

### 沿革
- 1889年（明治22年）4月1日 - 町村制の施行により、大久保村、志都呂村、神ヶ谷村が合併して敷知郡神久呂村が発足。
- 1896年（明治29年）4月1日 - 郡制の施行により所属郡が浜名郡に変更。
- 1955年（昭和30年）3月31日 - 浜松市に編入。同日神久呂村廃止。
- 2007年（平成19年）4月1日 - 浜松市が政令指定都市に移行し、旧村域は西区の所属となる。
- 2024年（令和6年）1月1日 - 浜松市の行政区再編に伴い、旧村域が中央区となる。